# GENERATIONS
「GENERATIONS」（ジェネレーションズ）は、柿原徹也の楽曲。宮崎誠により制作された。2枚目のシングルとして2013年9月18日にKiramuneから発売された。

## 概要
柿原のシングルとしては前作「String of pain」から7か月ぶりのリリースとなる。
本曲はタイトル通り「世代」をテーマとした曲で、柿原の10代時の心境および未来への展望が歌詞に込められているという。ちなみにタイトルの由来も様々な世代にライブを楽しんでもうらうことを意図して付けられた。
PVは、柿原がドイツ時代に通っていた学校を意識して「カラフルでポップな」インターナショナルスクールを思わせる場所で撮影されたが、内装の一部は日本風にしたという。なおはキラフェスで共演経験のあるダンサーが同級生役で出演している。
シングルは豪華盤（LACM-34128）と通常盤（LACM-14128）の2種リリースで、初回限定盤には本曲のPVを収録したDVDが同梱されている。
シングルの2曲目「U R my Sunshine!」は、レゲエ調のラブソングであるが、自身はラブソングが苦手であるという。
シングルの3曲目「ラプソディー」は、解放をイメージした大人っぽい曲。

## シングル収録内容
| #         | タイトル             | 作詞       | 作曲      | 編曲      | 時間  |
| --------- | -------------------- | ---------- | --------- | --------- | ----- |
| 1.        | 「GENERATIONS」      | 宮崎誠     | 宮崎誠    | 宮崎誠    | 4:09  |
| 2.        | 「U R my Sunshine!」 | KOHEI      | KOHEI     | KOHEI     | 4:22  |
| 3.        | 「ラプソディー」     | 森月キャス | 大西克巳  | 大西克巳  | 4:03  |
| 合計時間: | 合計時間:            | 合計時間:  | 合計時間: | 合計時間: | 12:34 |

| #  | タイトル                     | 作詞 | 作曲・編曲 |
| -- | ---------------------------- | ---- | ---------- |
| 1. | 「GENERATIONS (MUSIC CLIP)」 |      |            |
| 2. | 「TRAILER」                  |      |            |

## チャート
| チャート                          | 最高位 |
| --------------------------------- | ------ |
| オリコン                          | 22     |
| Billboard JAPAN Hot Singles Sales | 20     |
| Billboard JAPAN Hot Animation     | 11     |